# A Dream Deferred
Albums de Skyzoo
Live from the Tape Deck
(2010) Barrel Brothers
(2014)
Singles
1. Jansport Strings
Sortie : 7 août 2012
2. Give It Up
Sortie : 1er octobre 2012
3. Spike Lee Was My Hero
Sortie : 14 février 2013
4. Range Rover Rhythm
Sortie : 12 mai 2013

A Dream Deferred est le deuxième album studio de Skyzoo, sorti le 2 octobre 2012.
L'album s'est classé 7e au Top Heatseekers, 18e au Top Rap Albums, 25e au Top R&B/Hip-Hop Albums, 40e au Top Independent Albums et 191e au Billboard 200.
A Dream Deferred a été très bien accueilli par la critique, Metacritic lui ayant attribué la note de 85 sur 100.

## Liste des titres
| No  | Titre                                                                      | Contient un (des) sample(s) de                                                              | Durée |
| --- | -------------------------------------------------------------------------- | ------------------------------------------------------------------------------------------- | ----- |
| 1.  | Dreams In a Basement (featuring Jill Scott – Produit par Illmind)          |                                                                                             | 5:59  |
| 2.  | Jansport Strings (One Time for Chi-Ali) (Produit par 9th Wonder)           |                                                                                             | 3:19  |
| 3.  | Pockets Full (featuring Freeway – Produit par Illmind)                     | Synthetic Substitution de Melvin Bliss You'll See de The Lox featuring The Notorious B.I.G. | 4:11  |
| 4.  | Give It Up (featuring DJ Prince – Produit par Illmind)                     | The Sorcerer of Isis (The Ritual of the Mole) de Power of Zeus                              | 3:40  |
| 5.  | Glass Ceilings (Produit par Illmind)                                       |                                                                                             | 3:48  |
| 6.  | Range Rover Rhythm (Produit par Jahlil Beats)                              | Dead Presidents II de Jay-Z                                                                 | 3:28  |
| 7.  | The Knowing (featuring Jessy Wilson – Produit par Eric G.)                 |                                                                                             | 6:00  |
| 8.  | Drew & Derwin (featuring Raheem DeVaughn – Produit par Focus...)           | Good Life de Kanye West featuring T-Pain                                                    | 4:19  |
| 9.  | Realization (featuring Jared Evan – Produit par DJ Khalil)                 | Survival of the Fittest de Mobb Deep                                                        | 3:52  |
| 10. | The Rage of Roemello (Produit par DJ Khalil)                               |                                                                                             | 5:39  |
| 11. | How to Make It Through Hysteria (Produit par Best Kept Secret)             |                                                                                             | 6:04  |
| 12. | Steel's Apartment (Produit par Black Milk)                                 | Jupiter de l'Hypnotic Brass Ensemble                                                        | 4:12  |
| 13. | Spike Lee Was My Hero (featuring Talib Kweli – Produit par Tall Black Guy) | Windjammer de Freddie Hubbard                                                               | 5:37  |
| 14. | The Cost of Sleep (Produit par Tall Black Guy)                             |                                                                                             | 5:38  |

| 15. | Live for the Moment (featuring Colin Munroe) | 4:41 |